# ピカルディ語

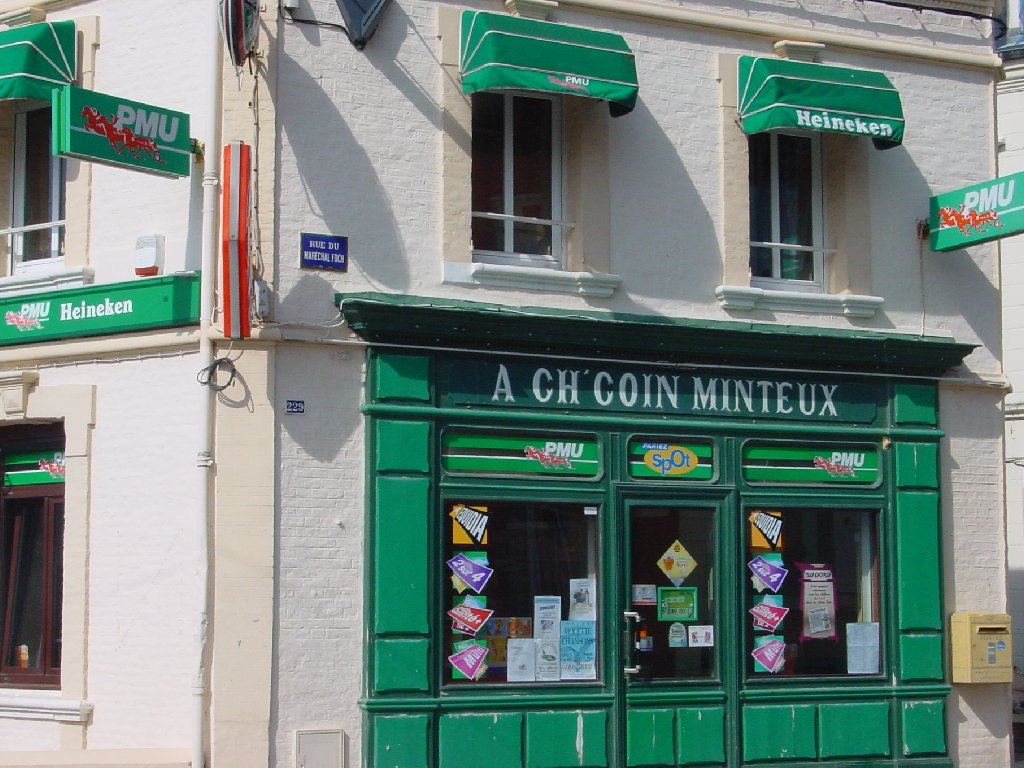
ピカルディ語を使用した看板

ピカルディ語（ピカルディご、picard）は、フランス北部及びベルギー南部に分布するロマンス語の一つで、オイル語系の言語である。

## 言語名別称
- ピカール語[1]
- ピカード語
- Chtimi
- Rouchi

## 概要
主にフランス北西部ピカルディ地域圏とその周辺、及びベルギー南部で話される。フランス国内の話者数は正確な調査が政府によって行われていない為に不明だが、相当数の住民が第二言語、もしくは母語として日常会話で用いている。またベルギー内の話者はベルギー政府によって公的な保護を受け、実数としても50万人という纏まった数の話者が存在するという調査報告が出されている。方言はピカルディ方言とノール＝パ・ド・カレー方言（北部方言）に大別でき、このうち北部方言のブーロンネ方言をベースにした標準語の制定が成されている。

## 歴史
ピカルディ語は少なくとも1000年頃からラテン語のバリエーションから個別の言語へと分離したと考えられている。この時代、南部ではオック諸語が成立していた時期でもある。語彙面では長年のフランス政府の集権化によりかなりの影響を受けているものの、ピカルディ語独自の単語も非常に多い。現在のピカルディ語は話し言葉として用いられるのが専らだが、中世時代では盛んにピカルディ語文学が執筆されていた。
1990年、ベルギー政府が国内の地方言語に対する地方公用語の承認を決定した際にピカルディ語はワロン語、フランク語、ロレーヌ語と共に独立言語として保護された。フランス政府は言語統一の方針（フランスの言語政策を参照）に基づいてこれを無視した。しかしフランス政府の言語政策に関する幾つかのレポートはピカルディ語がフランス語の方言ではない事を認めている。
フランス国立言語アカデミー理事長で著名な言語学者であるベルナール・セルキリーニは「『フランス』語と『フランス語の方言』（オイル語）と呼んで来た物の差異は明確に開いている。我々はブルゴーニュ語、ピカルディ語、ワロン語、ノルマン語、ガロ語などを地方言語として認めなければならない」と研究レポートで述べた。

## 方言
- Amienois (pcd-ami)
- Santerre (pcd-san)
- Lillois (pcd-lil)
- Hainaut (pcd-hai)
- Artois (pcd-art)
- Boulonnais (pcd-bou)
- Ponthieu (pcd-pon)
- Cambresis (pcd-cam)
- Vimeu (pcd-vim)
- Vermandois (pcd-ver)
- Calaisis (pcd-cal)
- Belgian Picard (pcd-bel)

### Audio
- http://ches.diseux.free.fr/sons/d85.mp3
- http://ches.diseux.free.fr/diri/dir85.htm
- Centre de Ressources pour la Description de l'Oral (CRDO) ( http://www.language-archives.org/language/pcd )